# ドーノック (競走馬)
ドーノック（Dornoch）は、アメリカ合衆国の競走馬。主な勝ち鞍は2024年のベルモントステークス、ハスケルステークス。
2023年のケンタッキーダービー優勝馬メイジの全弟である。

## 概要

### 2歳（2023年）
7月29日のサラトガ競馬場の未勝利戦でルイス・サエスを背に2着。続いて8月26日のサプリングステークス(L)にケンドリック・カームーシュを背に2着と好走した。
10月14日のキーンランド競馬場の未勝利戦で再びサエスを鞍上にして初勝利を挙げた。
12月2日のレムゼンステークス(G2)に1番人気で出走。先手を打つと最終コーナーで後続を引き離しにかかり、最後は最後方から追い込むシエラレオネを指し返してハナ差の勝利を手にした。

### 3歳（2024年）
3月2日のファウンテンオブユースステークス(G2)に本命として勝利を挙げる。
その後は4月6日のブルーグラスステークス(G1)に出走するもシエラレオネの4着に敗戦。続いて5月4日のケンタッキーダービー(G1)に出走するもミスティックダンの10着に敗れた。
6月8日のベルモントステークス(G1)では単走オッズ18.70倍の1番人気の支持を受けて出走。シーズザグレイを先に行かせて外目2番手を追走。第3コーナーで流れが早くなるとシーズザグレイに並び掛ける。最終コーナーでは3番手のマインドフレームも追撃して3頭が並ぶような形となるも、直線入口ではドーノックが先頭となって抜け出す。マインドフレームが外に持たれた隙に一気に突き放して、巻き返しを図るマインドフレームを半馬身差で振り切ってG1初制覇を果たした。この勝利により前年のケンタッキーダービー馬メイジとの史上9頭目のクラシック兄弟制覇となった。また、管理するガーガンにとっても初のG1勝利であった。鞍上のサエスは「逃げるプランだったができなかった。完ぺきな位置につけたから、彼をただ気分良く走らせたんだ。彼はやるべきことをやったよ。フィニッシュもかなり良かった」と自身の騎乗を振り返った。
続いて7月20日のハスケルステークス(G1)では単勝オッズ4.4倍の3番人気で出走。最内枠を活かしてハナを切って逃げを選択。4番手を追走していたマインドフレームが第3コーナーから仕掛けてドーノックを捕らえようとし、それに対してドーノックは手応えが劣勢にも見えた。しかし埒沿いの経済コースを維持して巻き返すと、マインドフレームを好き放して1馬身1/4差で勝利。前走に続いてマインドフレームを封じてG1連勝とした。しかし、8月24日のトラヴァーズステークス(G1)では道中ハナを奪い逃げるも直線で一杯になり4着に敗れた。その後、ブリーダーズカップ・クラシックへ向けて調整されていたが、調教中に骨挫傷を発症して現役を引退することになった。引退後の2025年よりスペンドスリフトファームで種牡馬入りする。

## 血統表
| ドーノックの血統        | ドーノックの血統                                                 | ドーノックの血統                                                 | （血統表の出典）                                                 | （血統表の出典） |
| 父系                    | ミスタープロスペクター系                                         | ミスタープロスペクター系                                         | ミスタープロスペクター系                                         | [ § 2 ]          |
| 父 Good Magic 栗毛 2015 | 父の父Curlin 栗毛 2004                                           | Smart Strike                                                     | Mr. Prospector                                                   | Mr. Prospector   |
| 父 Good Magic 栗毛 2015 | 父の父Curlin 栗毛 2004                                           | Smart Strike                                                     | Classy 'n Smart                                                  |                  |
| 父 Good Magic 栗毛 2015 | 父の父Curlin 栗毛 2004                                           | Sheriff's Deputy                                                 | Deputy Minister                                                  | Deputy Minister  |
| 父 Good Magic 栗毛 2015 | 父の父Curlin 栗毛 2004                                           | Sheriff's Deputy                                                 | Barbarika                                                        |                  |
| 父 Good Magic 栗毛 2015 | 父の母Glinda the Good 鹿毛 2009                                  | Hard Spun                                                        | Danzig                                                           | Danzig           |
| 父 Good Magic 栗毛 2015 | 父の母Glinda the Good 鹿毛 2009                                  | Hard Spun                                                        | Turkish Tryst                                                    |                  |
| 父 Good Magic 栗毛 2015 | 父の母Glinda the Good 鹿毛 2009                                  | Magical Flash                                                    | Miswaki                                                          | Miswaki          |
| 父 Good Magic 栗毛 2015 | 父の母Glinda the Good 鹿毛 2009                                  | Magical Flash                                                    | Gil's Magic                                                      |                  |
| 母 Puca 鹿毛 2012       | 母の父Big Brown 鹿毛 2005                                        | Boundary                                                         | Danzig                                                           | Danzig           |
| 母 Puca 鹿毛 2012       | 母の父Big Brown 鹿毛 2005                                        | Boundary                                                         | Edge                                                             |                  |
| 母 Puca 鹿毛 2012       | 母の父Big Brown 鹿毛 2005                                        | Mien                                                             | Nureyev                                                          | Nureyev          |
| 母 Puca 鹿毛 2012       | 母の父Big Brown 鹿毛 2005                                        | Mien                                                             | Miasma                                                           |                  |
| 母 Puca 鹿毛 2012       | 母の母Boat's Ghost 芦毛 2004                                     | Silver Ghost                                                     | Mr. Prospector                                                   | Mr. Prospector   |
| 母 Puca 鹿毛 2012       | 母の母Boat's Ghost 芦毛 2004                                     | Silver Ghost                                                     | Misty Gallore                                                    |                  |
| 母 Puca 鹿毛 2012       | 母の母Boat's Ghost 芦毛 2004                                     | Rocktheboat                                                      | Summer Squall                                                    | Summer Squall    |
| 母 Puca 鹿毛 2012       | 母の母Boat's Ghost 芦毛 2004                                     | Rocktheboat                                                      | Native Boat                                                      |                  |
| 母系(F-No.)             | Skypeeper(FN:5-g)                                                | Skypeeper(FN:5-g)                                                | Skypeeper(FN:5-g)                                                | [ § 3 ]          |
| 5代内の近親交配         | Danzig：S4×M4×S5 Mr. Prospector：S4×M4 Northern Dancer：S5×M5×M5 | Danzig：S4×M4×S5 Mr. Prospector：S4×M4 Northern Dancer：S5×M5×M5 | Danzig：S4×M4×S5 Mr. Prospector：S4×M4 Northern Dancer：S5×M5×M5 | [ § 4 ]          |
| 出典                    | 1. 2. 3. 4.                                                      | 1. 2. 3. 4.                                                      | 1. 2. 3. 4.                                                      | 1. 2. 3. 4.      |

- 全兄にケンタッキーダービーを制したメイジがいる[3]。